# John Glenister
Pour les articles homonymes, voir Glenister.
John Glenister (né le 12 octobre 1932) est un metteur en scène de télévision britannique. Il a réalisé Rumpole of the Bailey (en), Play for Today, et le biopic de Dennis Potter de 1971, Casanova. Il a également réalisé Inspecteur Frost, Les Enquêtes d'Hetty et A Bit of a Do (en). Enfin, il a réalisé la mini-série télévisée de 1972, Emma, tirée du roman du même nom de Jane Austen.
Il est le père des acteurs Philip Glenister et Robert Glenister. 